# Wuschewier
Wuschewier ist ein Gemeindeteil von Neutrebbin, dem namengebenden Ortsteil der amtsangehörigen (Groß-)Gemeinde Neutrebbin im Landkreis Märkisch-Oderland. Neutrebbin wird vom Amt Barnim-Oderbruch verwaltet. Wuschewier war bis zur Eingliederung 1995 in Neutrebbin eine selbständige Gemeinde.

## Geographische Lage
Wuschewier befindet sich etwa drei Kilometer östlich von Neutrebbin und etwa 15 Kilometer südöstlich von Wriezen. Das Dorf liegt etwa im Zentrum des Oderbruches.
Im Jahre 2005 lebten etwa 125 Einwohner im Ort.

## Geschichte

### 18. Jahrhundert
Das Dorf wurde von 1757 bis 1759 als Carlsburg im Auftrag des Markgrafen Carl Albrecht von Brandenburg-Sonnenburg, Gutsherr auf Friedland, angelegt. 1762 lebten hier 62 Kleinkolonisten, 2 Großkolonisten mit je 30 Morgen (Mg), ein Schulmeister mit 4 Mg und ein Hirte mit 6 Mg, das waren mit Familienangehörigen 315 Personen. Die erste urkundliche Erwähnung erfolgte als Carlsburg oder Wuschowiese im Jahr 1763. Die 62 weiteren Kolonisten besaßen je 14 Mg, der Verwalter 7 Mg (1757). Im Jahre 1765 wurde das Dorf in Wuschewier umbenannt, Namensgeber war ein Fließ im Osten des Ortes. Im Jahr zuvor erschien es als Buchewier. Im Jahr 1791 lebten in Wouschewieher zwei Bauern, 65 Halbbauern, sieben Hausleute oder Einlieger, die in Summe 64 Feuerstellen (=Haushalte) betrieben.

### 19. Jahrhundert
Eine Statistik aus dem Jahr 1801 berichtete von einer Bruchkolonie bei Friedland mit einem Ganzbauern, 62 Halbbauern oder Kolonisten, 13 Einliegern, einer Schmiede, zwei Krügen und einer Windmühle. Es gab mittlerweile 65 Feuerstellen. Die Windmühle wurde 1802 nach Horst verlegt. Auf der frei gewordenen Stelle – Neu Wuschewiere genannt – entstanden 1803/1805 drei neue Häuser für zwölf Tagelöhner. In den Jahren 1803 und 1829 gab es zwei verheerende Dorfbrände. Grund für die großen Schäden im Ort war die enge Bebauung des Dorfes. Das Dorf bestand im Jahr 1840 mit dem Etablissement Neuwuschewier und umfasste 65 Wohnhäuser. Obwohl in den Jahren 1842, 1848 und 1856 viele Einwohner aus religiösen Gründen nach Amerika auswanderten, wuchs der Ort. Die Gemarkung war im Jahr 1860 einschließlich Neuwuschewier insgesamt 1054 Mg groß und bestand zu 13 Mg aus Gehöften, 49 Mg Gartenland und 992 Mg Acker. Sie umfasste das Kolonistendorf und die Landgemeinde Neuwuschewier mit vier öffentlichen, 65 Wohn- und 91 Wirtschaftsgebäuden (darunter eine Getreidemühle). In Neuwuschewier gab es zwei Wohngebäude. 1876 war der Ort einer der Hauptorte der Gänsemast im Oderbruch.

### 20. Jahrhundert
Das Dorf umfasste zur Jahrhundertwende eine Fläche von 283 Hektar (ha), auf der 78 Häuser standen. Im Jahr 1928 wurden Teile des Gutsbezirks Horst mit der Gemeinde vereinigt. Es handelte sich um die Fläche, die im Norden an Wuschewier, im Westen an Grube und Neufriedland sowie im Süden an Neufeld grenzte. Im Folgejahr kamen fünf Hektar der Gemarkung Horst zum Gemeindebezirk Sietzing. Wuschewier war 1932 Landgemeinde mit dem Wohnplatz Horst; 1957 mit dem Wohnplatz Neuwuschewier. Die Gemarkung war 1931 insgesamt 557 ha groß und umfasste 94 Wohnhäuser. Im Jahr 1939 gab es einen land- und forstwirtschaftlichen Betrieb, der größer als 100 ha war. Ein weiterer Betrieb war zwischen 20 und 100 ha groß, 20 zwischen 10 und 20 ha, vier zwischen 5 und 10 ha sowie 19 zwischen 0,5 und 5 ha. Nach dem Zweiten Weltkrieg wurden im Rahmen der Bodenreform 186,5 ha enteignet und aufgeteilt: 102,5 ha gingen an neun Landarbeiter und landlose Bauern, 21 ha an zwei Kleinpächter sowie 63 ha Ackerland an neun Umsiedler. Im Jahr 1958 gründete sich eine LPG Typ III, die im Folgejahr 57 ha bewirtschaftete. Im Jahr 1960 gab es eine LPG Typ I mit 49 Mitgliedern und 492 ha Fläche, die 1969 an die LPG Typ III Sietzing angeschlossen wurde. 1995 wurde das Dorf nach Neutrebbin eingemeindet.

## Bevölkerungsentwicklung
| Jahr      | 1791 | 1801 | 1817 | 1840 | 1858                       | 1895 | 1925 | 1939 | 1946 | 1964 | 1971 |
| Einwohner | 306  | 297  | 482  | 440  | 515 und 43 (Neuwuschewier) | 400  | 331  | 368  | 450  | 309  | 267  |

## Kultur und Sehenswürdigkeiten
In Wuschewier stehen drei Gebäude unter Denkmalschutz. Zusätzlich ist der historische Dorfkern denkmalgeschützt.

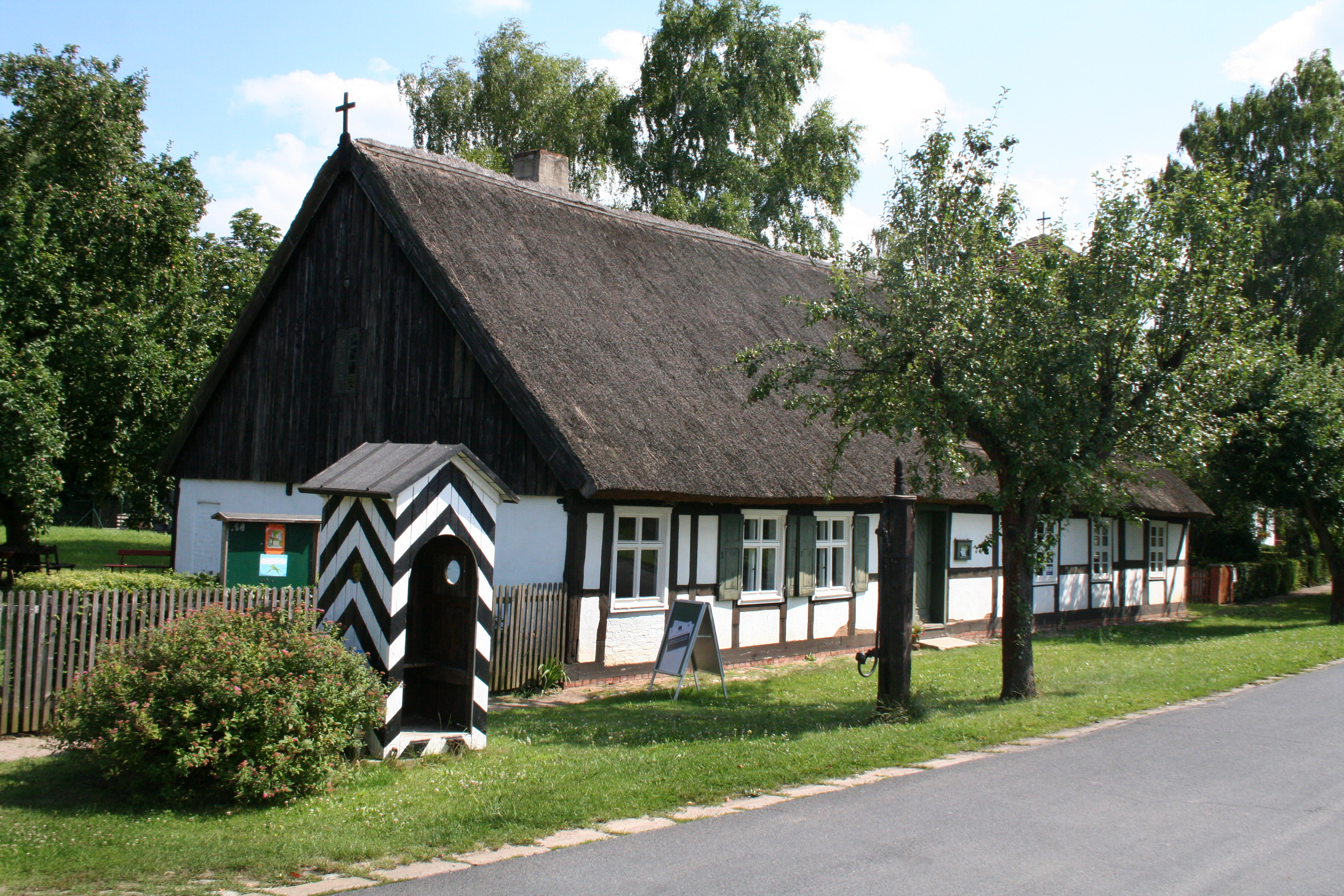
Das Schul- und Bethaus

- Das Schul- und Bethaus in der Dorfstraße 16 wurde bei der Gründung des Dorfes im Jahre 1764 erbaut und vereinigte Betsaal, Schulstube, Lehrer- und Hirtenhaus in einem Gebäude.[4] Es hat die Dorfbrände in den Jahren 1803 und 1829 sowie einige Überflutungen überstanden. Der Glockenturm wurde 1855 hinzugefügt. Das Haus ist ein langgestrecktes, traufständiges Fachwerkhaus. 1850 wurde das Haus im Norden erweitert, diese Erweiterung wurde allerdings nach dem Neubau der Schule 1907 wieder abgerissen. Von 1997 bis 1998 wurde das Gebäude saniert, dabei wurden alte Farbfassungen wieder freigelegt. Im Gebäude befindet sich die älteste erhaltene Orgel des Orgelbaumeisters Georg Mickley aus dem Jahr 1850. Sie wurde 1997 restauriert.
- Die Hofanlage in der Feldstraße 11 wurde wahrscheinlich nach dem Dorfbrand 1829 bebaut. Erhalten ist das Wohnhaus, ein eingeschossiges Fachwerkhaus mit Krüppelwalmdach. Im Inneren befand sich eine Schwarze Küche; der Mantelschornstein – die Mauern der fensterlosen Küche in der Mitte des Hauses, die sich bis zum Dach zu einem Schornstein verjüngen – ist erhalten.
- Die Hofanlage in der Oderbruchstraße 10 wurde bei der Errichtung des Dorfes im Jahre 1757 angelegt. Es war die Stelle eines Großkolonisten mit 30 Morgen. Das Haus ist ein giebelständiges, eingeschossiges Fachwerkhaus mit Satteldach. Im Inneren befand sich eine schwarze Küche.
- Im Ort befand sich in einem Haus mit Reetdach ein Tabakmuseum,[5] das 2012 geschlossen wurde.